# Bobingen

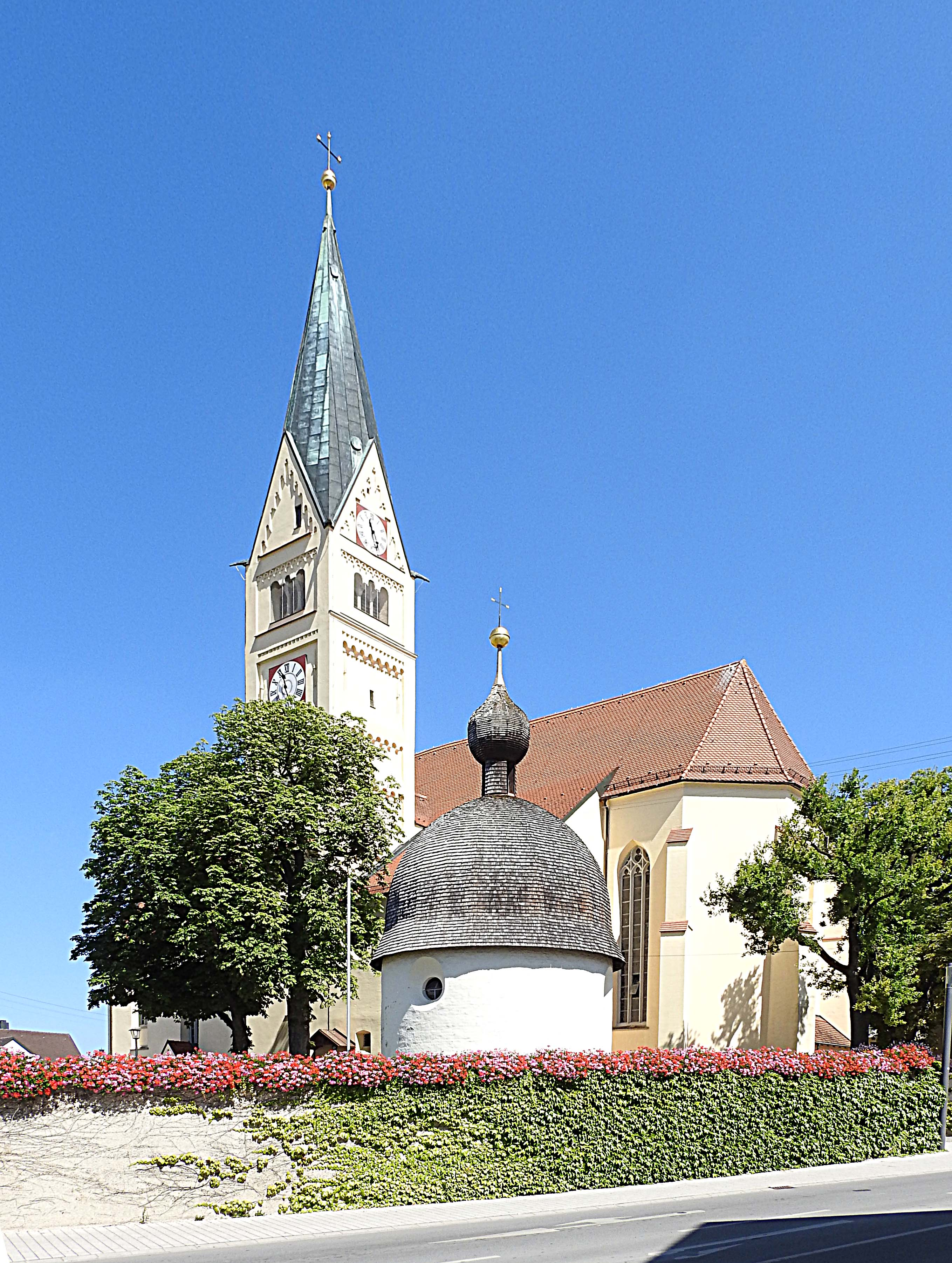
Stadtpfarrkirche St. Felizitas und Friedenskapelle Bobingen

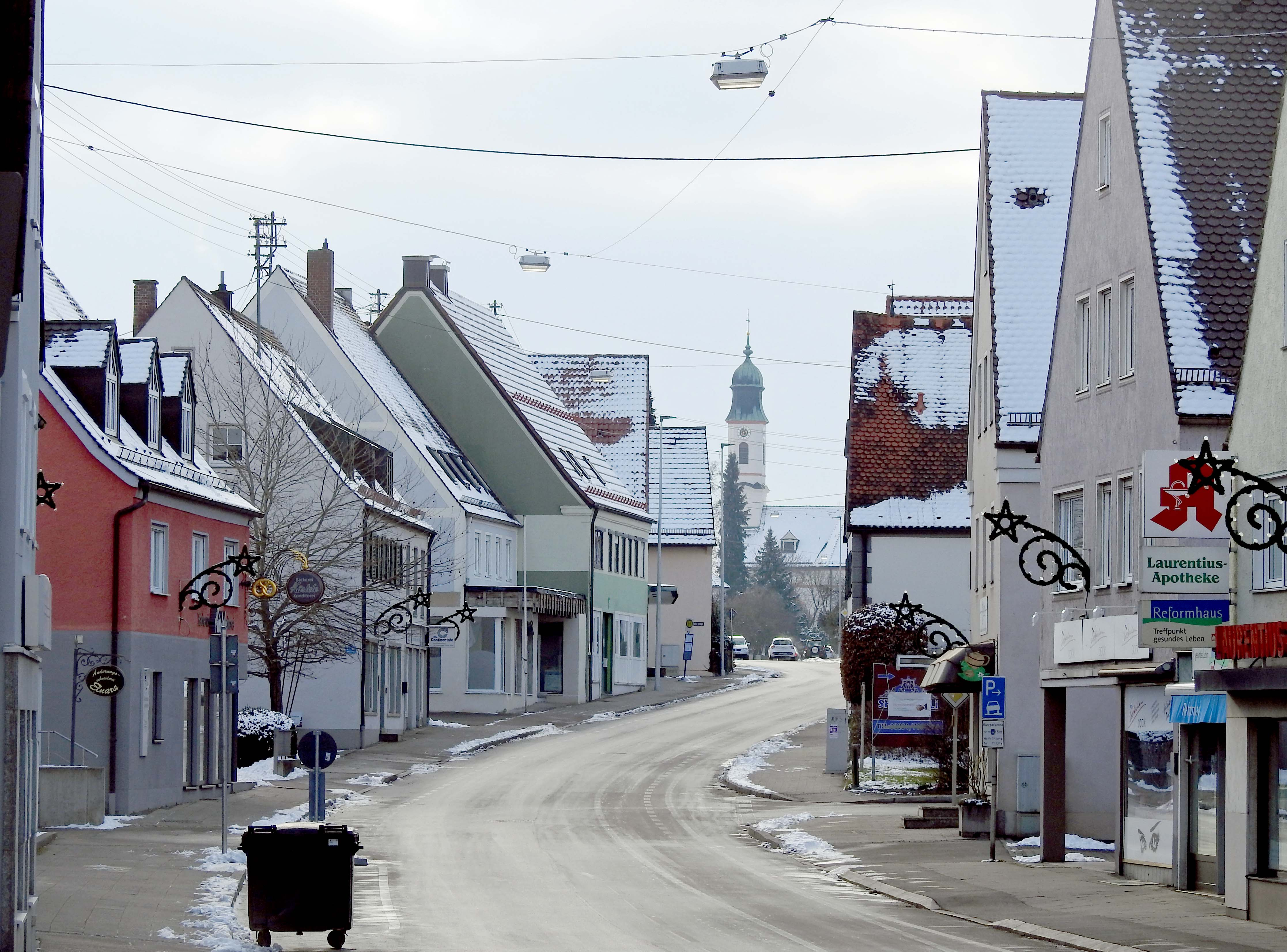
Lindauer Straße und Wallfahrtskirche Unserer Lieben Frau in Bobingen

Bobingen ist eine Stadt im schwäbischen Landkreis Augsburg.

## Geographie

### Lage
Der Ort liegt rund zwölf Kilometer südlich des Zentrums von Augsburg an den Flüssen Wertach und Singold und grenzt an den Naturpark Augsburg-Westliche Wälder.

### Stadtgliederung
Es gibt 6 Gemeindeteile:
| Wappen          | Gemeindeteil                   | Einwohner |
| --------------- | ------------------------------ | --------- |
| Stadt Bobingen  | Bobingen mit Siedlung          | 15.537    |
| Straßberg       | Straßberg                      | 1.156     |
| Reinhartshausen | Reinhartshausen mit Burgwalden | 640       |
| Waldberg        | Waldberg                       | 461       |
| Kreuzanger      | Kreuzanger                     | 162       |
| Gesamt:         |                                | 17.956    |

Stand: Ende 2021

## Geschichte

### Bis zum 19. Jahrhundert
Der Ortsname geht auf den alemannischen Siedler „Pobo“ (um 506) zurück. Um 993 hieß Bobingen „Pobinga“ („bei den Leuten des Pobo“). Etwa 933 erfolgte die erste urkundliche Erwähnung Bobingens in der Vita S. Udalrici. Bobingen im heutigen Bezirk Schwaben war später Pflegamt des Hochstift Augsburg. Mit dem Reichsdeputationshauptschluss von 1803 kam der Ort zu Bayern. 1847 erfolgte der Anschluss an die Ludwig-Süd-Nord-Bahn (Lindau–Hof). 1899 kam es zur Gründung der Kunstseidefabrik (Produktionsbeginn 1902).

### 20. Jahrhundert
1938/39 wurde südwestlich des Stadtgebietes von Bobingen die Sprengstofffabrik Fasan errichtet. Die Fabrik produzierte gegen Ende des Zweiten Weltkriegs einen Großteil des Sprengstoffs Hexogen für die Wehrmacht.
Die Reste des Burgstalls Bobingen, einer ehemaligen Wasserburg und ihre Nachfolgebauten, wurden um 1967 im Zuge des Neubaus des – inzwischen alten – Feuerwehrhauses und einer Rotkreuzstation entfernt. 1953 erfolgte die Markterhebung Bobingens, 1969 die Verleihung der Stadtrechte. 1972 wurden im Zuge der Gemeindegebietsreform die Orte Straßberg und Reinhartshausen mit Burgwalden eingemeindet.
Bobingen gehörte sodann dem Landkreis Augsburg an. 1975 wurden Waldberg und Kreuzanger eingemeindet. 1993 erfolgte die Fertigstellung der Singoldhalle, der Bobinger Stadthalle. 1994 beging Bobingen seine 1000-Jahr-Feier in Verbindung mit dem 25-jährigen Stadtjubiläum.

### Bobinger Büble-Sage

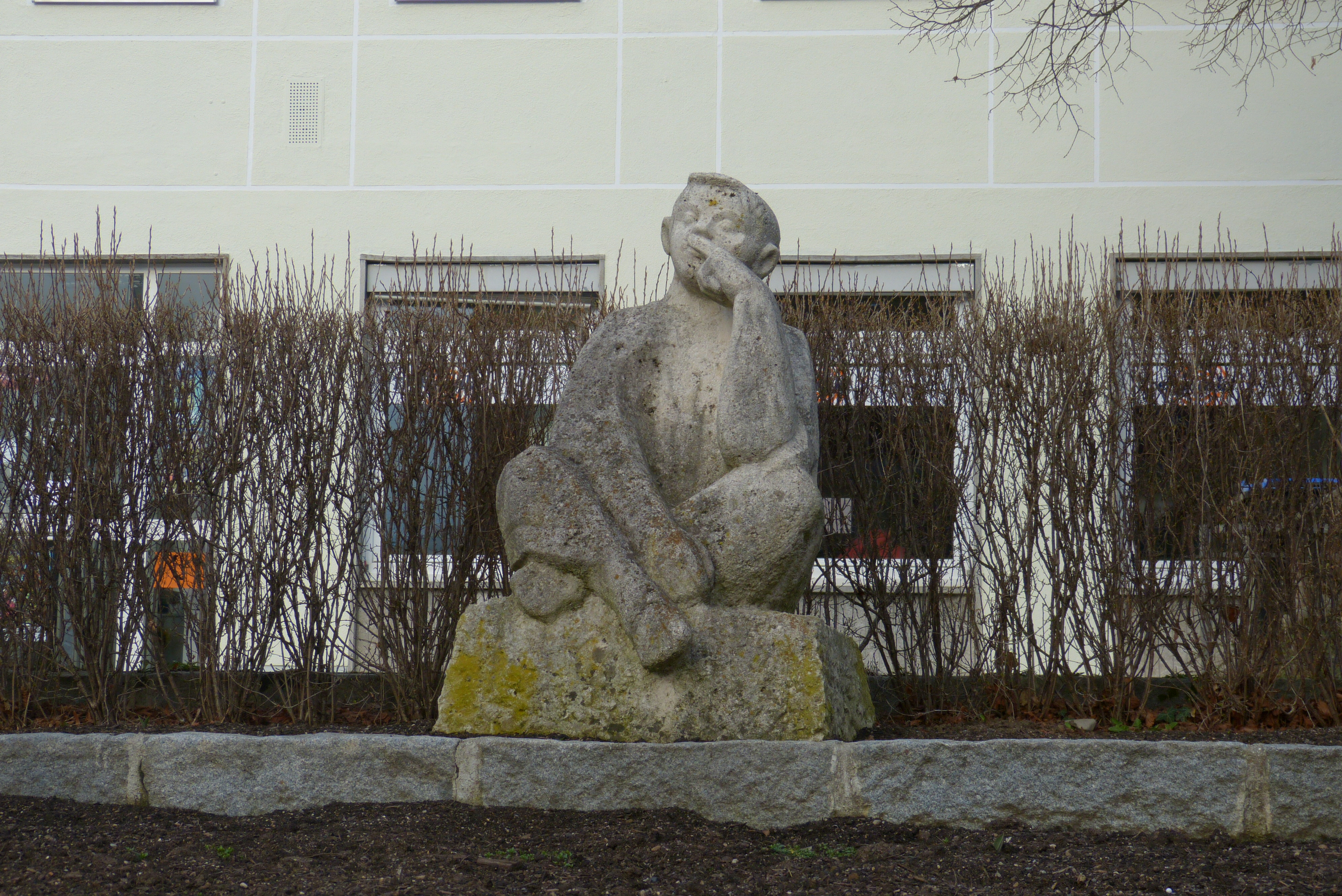
Skulptur des „Bobinger Bübles“

Es gibt mehrere Fassungen dieser Geschichte vom „Bobinger Büble“. In einer zweiten, späteren Fassung endet sie sogar mit der Verhaftung und Hinrichtung der Sagenfiguren.
Dies kann jedoch historisch nicht richtig sein, da es in Bobingen keinen Galgen gab und demnach keine Hinrichtungen vorgenommen wurden. Die Hinrichtungsstätte der hochstiftischen Hochgerichtsbarkeit hatte ihren Standort in Schwabmünchen.
Die folgende Sage ist die früheste Fassung nach Alexander Schöppners „Bayerische Sagen“:
Drei Stunden südlich von Augsburg, an der sogenannten Hochstraße, liegt das große und schöne Dorf Bobingen. Da ist es aber nicht gut zu fragen: „Wo geht’s Bobingen zu?“, und gar manche haben darob blutige Köpfe davongetragen: zum mindesten wird einer mit Schimpf und Spott und den lästerlichsten Reden traktiert, er mag nur fragen, wen immer er will. Dies kommt nun daher: Es war einmal vor langer Zeit ein Bursche von Bobingen zu Gericht belangt. Der Beklagte wandte sich an einen Advokaten in Augsburg, der im Ruf stand, dass er alles „durchfechten“ könne. Dieser gab ihm den Rat, sich vor Gericht blödsinnig zu stellen, und auf jede an ihn gerichtete Frage die Antwort „Bobingen zu“ zu geben, und dabei mit der rechten Hand unter der Nase von der rechten nach der linken Seite zu zeigen. Er tat genau, wie ihm geraten war und wurde, da weder ein Geständnis noch etwas anderes aus ihm herauszubringen war, vom Gericht entlassen. Nach einiger Zeit kam er Geschäfte halber in die Stadt und begegnete dem Advokaten, der ihn neugierig um den Ausgang des Verfahrens fragte. Nachdem er vom glücklichen Erfolg gehört hatte, sagte er: „Nun ist’s aber an dir, mich für diesen Rat zu belohnen; ich verlange für meine Bemühung zwei Karolin.“ Der Bursche aber warf dem Verblüfften ein „Bobingen zu“ hin, bog um das Straßeneck und lässt seit der Zeit den Advokaten auf seinen Lohn warten.

### Einwohnerentwicklung
Seit der Volkszählung im Mai 1987 wuchs die Stadt bis Ende 2019 von 13.553 auf 17.535 Einwohner. Dies entspricht einem Zuwachs von 3.982 Einwohnern bzw. 29,4 %.
| Einwohnerzahlen von 1840 bis 2019                | Einwohnerzahlen von 1840 bis 2019 | Einwohnerzahlen von 1840 bis 2019 | Einwohnerzahlen von 1840 bis 2019 | Einwohnerzahlen von 1840 bis 2019 |
| ------------------------------------------------ | --------------------------------- | --------------------------------- | --------------------------------- | --------------------------------- |
| Jahr                                             |                                   |                                   |                                   | Einwohner                         |
| 1840                                             | 1840                              |                                   | 2.825                             | 2.825                             |
| 1871                                             | 1871                              |                                   | 2.994                             | 2.994                             |
| 1900                                             | 1900                              |                                   | 3.023                             | 3.023                             |
| 1925                                             | 1925                              |                                   | 4.076                             | 4.076                             |
| 1939                                             | 1939                              |                                   | 5.090                             | 5.090                             |
| 1950                                             | 1950                              |                                   | 7.966                             | 7.966                             |
| 1961                                             | 1961                              |                                   | 9.072                             | 9.072                             |
| 1970                                             | 1970                              |                                   | 12.461                            | 12.461                            |
| 1987                                             | 1987                              |                                   | 13.553                            | 13.553                            |
| 2011                                             | 2011                              |                                   | 16.368                            | 16.368                            |
| 2019                                             | 2019                              |                                   | 17.535                            | 17.535                            |
| Datenquelle: Bayerisches Landesamt für Statistik |                                   |                                   |                                   |                                   |

### Eingemeindungen
Im Jahre 1841 wurde die junge, zum Zeitpunkt der Gemeindebildung von 1818 noch nicht bestehende Ortschaft Königsbrunn aus Bobingen ausgegliedert und zu einer selbständigen Gemeinde.
Im Zuge der Gebietsreform in Bayern wurden am 1. Juli 1972 die Gemeinden Reinhartshausen und Straßberg eingegliedert. Am 1. Juli 1975 kamen Waldberg und Gebietsteile der aufgelösten Gemeinde Kreuzanger hinzu. Schließlich wurden am 1. Mai 1978 Gebietsteile der Nachbargemeinde Wehringen mit damals etwa 25 Einwohnern übernommen.

## Politik

### Stadtrat

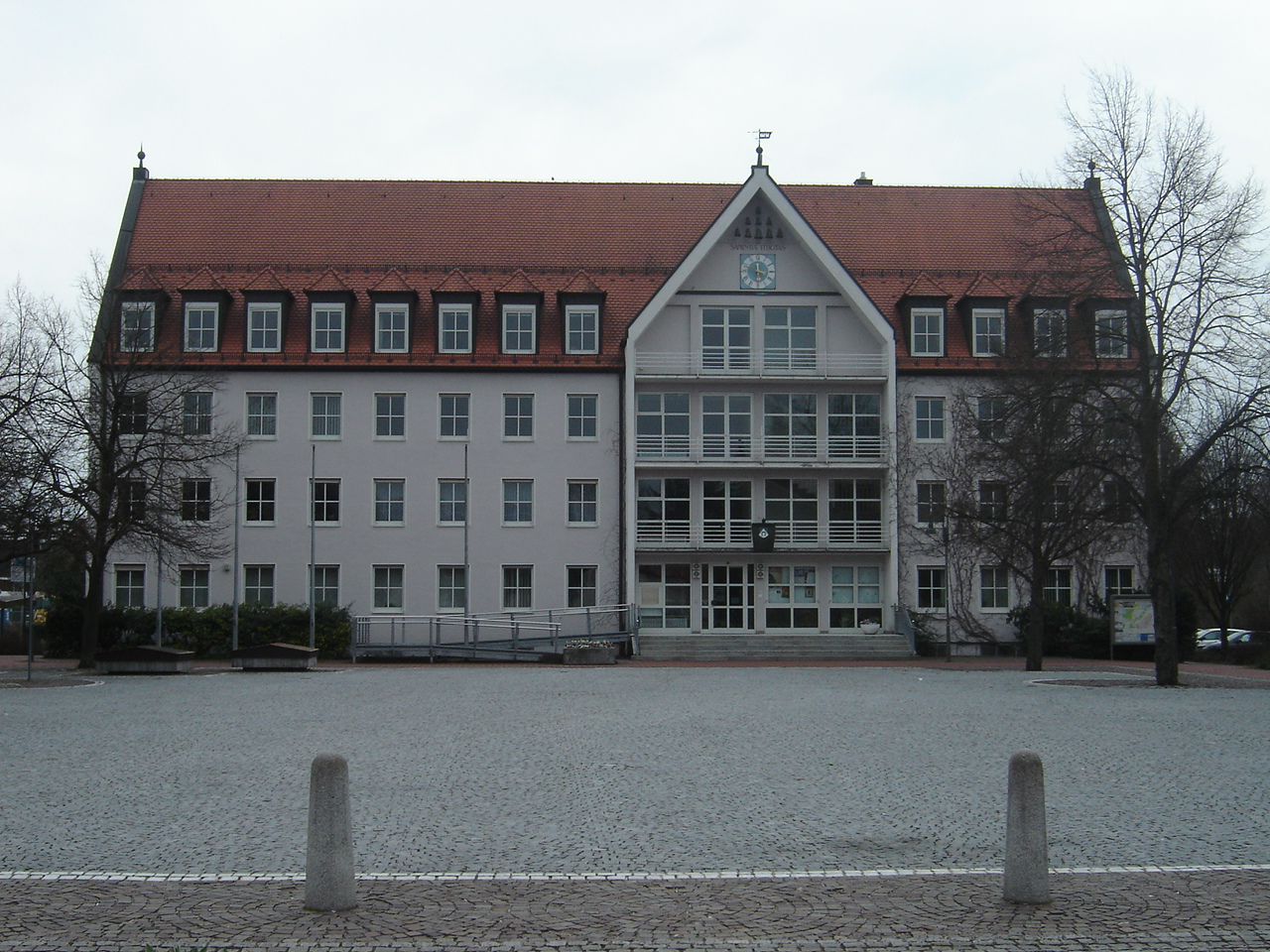
Rathaus Bobingen

Seit der vergangenen Kommunalwahl am 15. März 2020 setzt sich der Stadtrat folgendermaßen zusammen:
- CSU: 8
- SPD: 5
- Grüne: 4
- FW: 3
- FBU: 4

| Partei             | Wahl 2002 | Wahl 2008 | Wahl 2014 | Wahl 2020 |
| CSU                | 11        | 10        | 9         | 8         |
| SPD                | 10        | 9         | 9         | 5         |
| Grüne              | 1         | 1         | 2         | 4         |
| Freie Wähler       | 1         | 2         | 2         | 3         |
| Freie Bürger Union | 1         | 2         | 2         | 4         |
| Gesamt:            | 24        | 24        | 24        | 24        |

### Bürgermeister
Seit 1. Mai 2020 ist Klaus Förster (CSU) Bürgermeister, er setzte sich in der Stichwahl am 29. März 2020 gegen den langjährigen Bürgermeister Bernd Müller mit 56,1 % der Stimmen durch. Zweiter Bürgermeister ist Armin Bergmann (SPD) und dritter Bürgermeister ist Michael Ammer (FBU).
Ehemalige Bürgermeister:
- 1996–2020 Bernd Müller (SPD)
- 1972–1996 Hartmut Gärtner (SPD)
- 1955–1972 Alois Häring (Freie Wähler)
- 1948–1955 Georg Hartmann (SPD)

### Wappen
| Wappen von Bobingen | Blasonierung: „In Blau eine silberne Spitze, darin ein schwarzes Hufeisen.“ |
| Wappen von Bobingen | Wappenbegründung: Die Bedeutung des Hufeisens im Gemeindewappen ist nicht eindeutig geklärt. Das Hufeisen könnte zum einen an eine früher im Gemeindegebiet intensiv betriebene Pferdezucht erinnern. Andere sehen in seiner Darstellung einen Hinweis auf die häufigen Hufeisenfunde, die als so genannte Ungarneisen von der Schlacht gegen die Ungarn auf dem Lechfeld 955 gedeutet werden. Ein Siegel aus der Zeit um 1815 mit einem Hufeisen im Schild stammt von einem Ortszeichen, das Ortschaften entlang der sogenannten Hochstraße auf Wunsch des damaligen Fürstbischofs Clemens Wenzeslaus von Augsburg (1739 bis 1812) annahmen, um Grenzsteine, Grenzpfähle oder Weidesäulen zu kennzeichnen. Seit der Verleihung des Hoheitszeichen durch König Ludwig I. 1837 trägt das Gemeindewappen die bayerischen Landesfarben belegt mit dem schwarzen Hufeisen. |

### Städtepartnerschaften
Frankreich: Seit 1969 besteht eine Städtepartnerschaft mit der nordfranzösischen Stadt Aniche.

## Wirtschaft und Infrastruktur

### Unternehmen

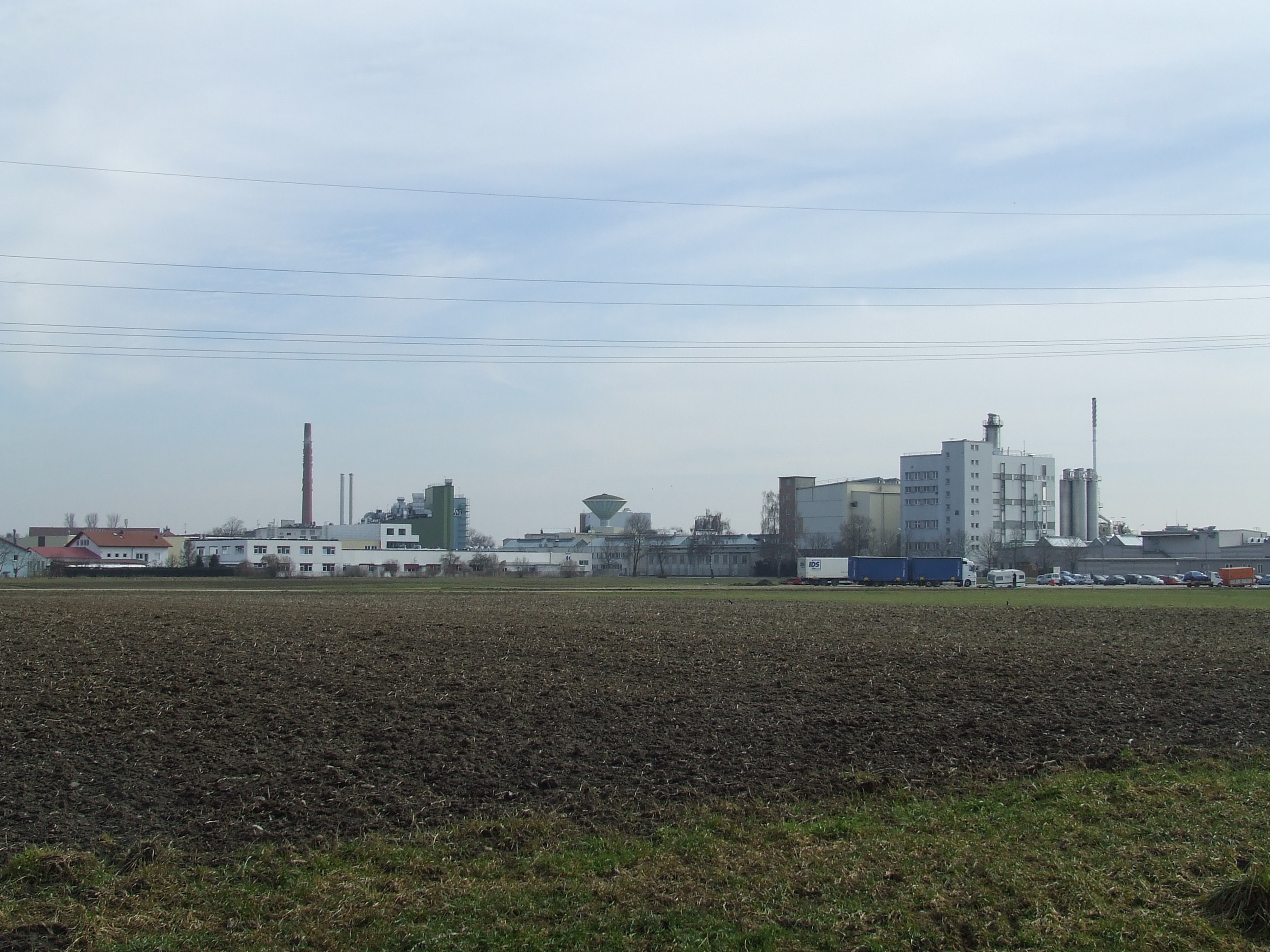
Werk der Hoechst AG in Bobingen

In Bobingen entstand im 19. Jahrhundert ein Kunstseidewerk, später eine Polyesterfaser-Produktion (PET-Basis). Nach dem Krieg wurde der Standort ein Teil der Hoechst AG. Im Zuge der Aufspaltung der Hoechst AG wurde der Standort 1998 in den „Industriepark Werk Bobingen (IWB)“ umgewandelt. Die Chemieaktivitäten im Bereich der Polyesterfaser-Produktion verteilen sich heute (2025) auf drei Unternehmen (Trevira, Johns Manville, Perlon nextrusion Monofil). Die Infrastruktur- und Serviceleistungen werden von verschiedenen Dienstleistern erbracht. Insgesamt beherbergt das Gelände 16 Unternehmen (Stand 2025) auf rund 80 Hektar mit ca. 1450 Arbeitsplätzen.

### Bildung
- Staatliche Realschule
- Dr.-Jaufmann-Mittelschule
- Laurentius-Grundschule
- Ludger-Hölker-Volksschule Straßberg
- Grundschule Bobingen an der Singold, mit Außenstelle Bobingen-Siedlung
- Volkshochschule Bobingen
- Berufsfachschule für Krankenpflege

### Krankenhaus
Das erste öffentliche Krankenhaus in Bobingen wurde im Jahr 1858 eröffnet. 1953 wurde ein Neubau errichtet der 1957/58 erweitert wurde. Nachdem die Kapazität in den 1960er Jahren unzureichend wurde, wurde ein Neubau am jetzigen Standort nahe dem Fluss Wertach 1969 eröffnet. 1997 und 2000 fanden Umbau- und Renovierungsmaßnahmen statt. Im Jahr 2006 wurde das Gemeinsame Kommunalunternehmen Wertachkliniken Bobingen und Schwabmünchen gegründet, die bislang selbstständigen Krankenhäuser wurden fortan unter einem Dach vereinigt.
Die Wertachklinik Bobingen hat eine Kapazität von 130 Betten mit den Hauptabteilungen:
- Anästhesiologie
- Unfall- und Wiederherstellungschirurgie
- Innere Medizin

Zusätzlich werden belegärztlich folgende Fachdisziplinen geführt:
- Gynäkologie
- HNO
- Plastische Chirurgie

Die Geburtshilfe wurde am 1. Oktober 2022 geschlossen!

### Behörden und Organisationen mit Sicherheitsaufgaben (BOS)

#### Polizei
Die Polizeiinspektion Bobingen befindet sich in der Hochstraße 22 in Bobingen. Der Zuständigkeitsbereich umfasst die Stadt Bobingen, die Stadt Königsbrunn, Oberottmarshausen und Wehringen.

#### Öffentlicher Rettungsdienst
Die gemeinsame Rettungswache des Bayerischen Roten Kreuzes und der MKT Firmengruppe befindet sich seit Mai 2022 direkt an der Bobinger Wertachklinik. Zuvor war sie 50 Jahre lang in der Krumbacher Straße in Bobingen – zeitweise am gemeinsamen Standort direkt gegenüber dem alten Feuerwehrhaus.
An der Rettungswache Bobingen sind ein Rettungswagen und zwei Krankentransportwagen stationiert. Der Rettungswagen ist 24 Stunden täglich besetzt. Ein Krankentransportwagen ist werktags 8 Stunden und der zweite Krankentransportwagen seit April 2023 werktags 8 Stunden sowie am Sonntag Nachmittag einsatzbereit.
Einen fest definierten Zuständigkeitsbereich gibt es im Rettungsdienst nicht. Die Integrierte Leitstelle Augsburg alarmiert immer das nächste zur Verfügung stehende Rettungsmittel, Verwaltungsgrenzen (z. B. Landkreise) spielen hier keine Rolle. Einsatzgebiete sind der südliche Landkreis Augsburg sowie die Stadt Augsburg.
Ehrenamtliche Wasserrettung
Die Wasserwacht des BRK stellt eine ehrenamtliche Einsatzgruppe die insbesondere für die schnelle Wasserrettung und die Hochwasserrettung ausgerüstet ist. Sie ist außerdem in den Katastrophenschutz des Landkreises Augsburg eingebunden. Als eine der ersten Wasserwacht-Einsatzgruppen in Bayern verfügt sie über moderne Rescue-Water-Crafts (RWC). Das sind neuartige Rettungsboote, die sogenannten Jetskis ähneln, allerdings aufgrund professioneller Umbauten wenn überhaupt nur optisch etwas mit Wassermotorrädern zu tun haben. In der Bobinger Ortsgruppe hat außerdem einer der wenigen Air-Rescue-Specialists, das sind speziell ausgebildete und ausgerüstete Luft-Wasserretter, seine Heimat.

#### Feuerwehr
Das Feuerwehrhaus der Freiwilligen Feuerwehr Bobingen (FFB) befindet sich seit 2013 in der Michael-Schäffer-Straße 12 in Bobingen. Hier sind ein Lösch- und ein Rüstzug stationiert. Einen fest definierten Zuständigkeitsbereich gibt es hier ebenfalls nicht, die FFB wird wie der Rettungsdienst über die Integrierte Leitstelle Augsburg alarmiert. Das Einsatzgebiet umfasst ungefähr die Kernstadt Bobingen mit Bobingen-Siedlung, sowie zur Unterstützung alle Stadtteile von Bobingen und die Orte Königsbrunn, Oberottmarshausen, Wehringen und Großaitingen. Die FFB wurde 1871 gegründet. Im Durchschnitt rückt die FFB zu ca. 170 Einsätzen im Jahr aus.
In den Gemeindeteilen Straßberg, Reinhartshausen und Waldberg/Kreuzanger gibt es eigenständige Feuerwehren mit jeweils einem Tragkraftspritzenfahrzeug, bzw. ein Mittleres Löschfahrzeug bei der FF Straßberg.

### Verkehr
- AVV-Buslinie 700 Augsburg–Schwabmünchen
- AVV-Buslinie 720 Bobingen–Mickhausen
- AVV-Buslinie 721 Göggingen–Schwabmünchen
- AVV-Buslinie 722 Bobingen–Münster
- AVV-Nachtbuslinie 797 Göggingen–Untermeitingen PM (seit 7. August 2008)
- Die Autobahn 8 verläuft ca. 16 Kilometer nördlich von Bobingen
- Die Autobahn 96 verläuft ca. 25 Kilometer südlich von Bobingen
- Bundesstraße 17 östlich von Bobingen, Bundesstraße 300 nördlich von Bobingen
- Bobingen liegt an einer Route des Jakobsweges. Hier führt die Ostroute von Augsburg nach Lindau an Bobingen vorbei. Von Augsburg kommend führt der Weg an der Wertach entlang bis zum Krankenhaus und geht dann über Bobingen-Siedlung, Straßberg und Reinhartshausen weiter.

#### Schienenverkehr

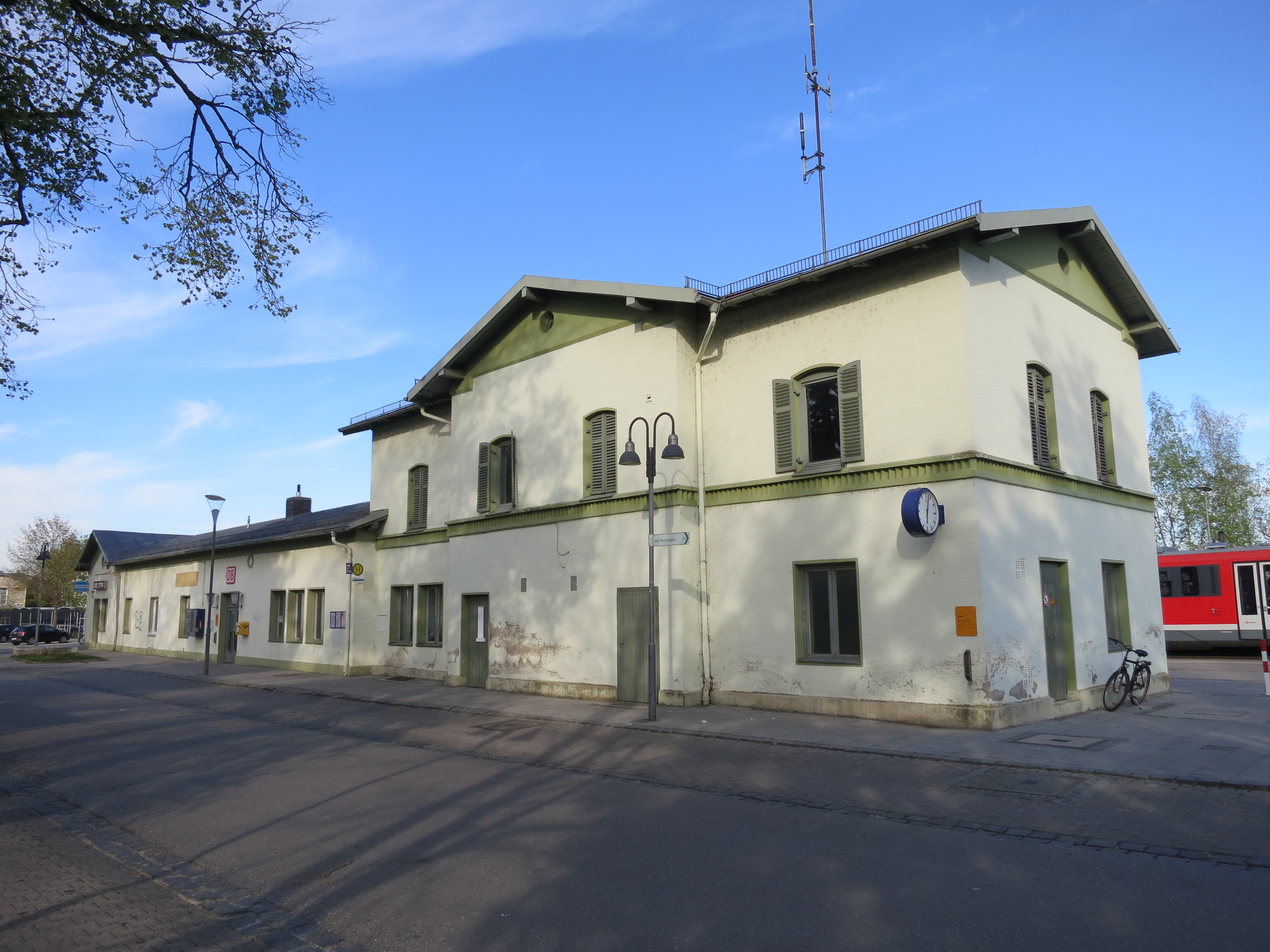
Bahnhof Bobingen

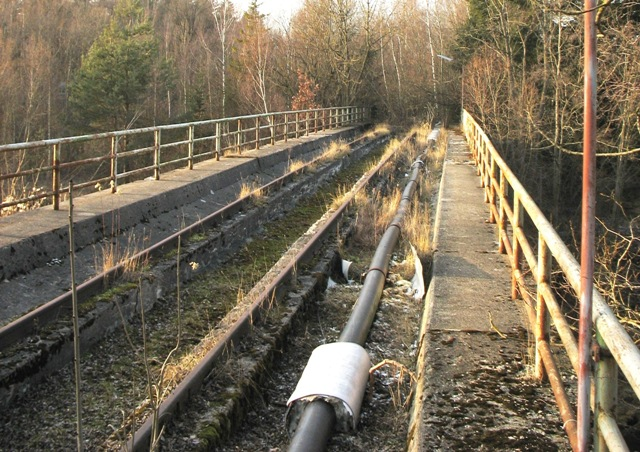
Ehemaliges Gleis an der Sprengstofffabrik Fasan

Durch Bobingen verläuft die zweigleisige Hauptbahn von Augsburg nach Buchloe. An dieser befindet sich östlich des Stadtzentrums der Bahnhof Bobingen. Der Trennungsbahnhof ist Ausgangspunkt der Bahnstrecke Bobingen–Kaufering. Er hat fünf Bahnsteiggleise, ist jedoch nicht barrierefrei ausgestattet. Die Bahnstrecke Augsburg–Buchloe wird von der Deutschen Bahn unter den Kursbuchstrecken 971 und 987 geführt und mindestens halbstündlich bedient. Die Strecke nach Kaufering wird als Kursbuchstrecke 986 im Stundentakt bedient. Zwischen Augsburg und Bobingen besteht ein rechnerischer 15-Minuten-Takt. Der Bahnhof befindet sich im Gebiet des Augsburger Verkehrsverbundes (AVV). Die durch den Bahnhof verlaufenden Bahnstrecken sind als AVV-Regionalbahnen R7 Augsburg–Schwabmünchen und R8 Augsburg–Klosterlechfeld in den AVV integriert.
Der Bahnhof Bobingen wurde 1847 durch die Königlich Bayerischen Staatseisenbahnen als Durchgangsbahnhof am eingleisigen Streckenabschnitt Augsburg–Buchloe–Kaufbeuren der Ludwig-Süd-Nord-Bahn in Betrieb genommen. 1877 wurde die Strecke nach Kaufering eröffnet, wodurch der Bahnhof zum Trennungsbahnhof wurde. 1902 wurde die Ludwig-Süd-Nord-Bahn zweigleisig ausgebaut und die Gleisanlagen des Bahnhofs erweitert. Er erhielt eine Bahnsteigunterführung, hölzerne Bahnsteigdächer und zwei mechanische Stellwerke. Die Errichtung eines Gleisanschlusses zur Kunstseiden- und Pulverfabrik Bobingen 1915 führte zu einem starken Anstieg des Güterverkehrs. Ab 1938 diente der Gleisanschluss auch zur Anbindung der Sprengstofffabrik Fasan, nach dem Zweiten Weltkrieg schloss er die Farbwerke Hoechst, heute Trevira, an die Eisenbahn an. Nach einem Rückgang in den 1960er und 1970er Jahren wurden der örtliche Güterverkehr in den 1990er Jahren eingestellt und einige Gütergleise abgebaut. Der Gleisanschluss wird jedoch bis heute bedient. Die Integration des Bahnhofs in den Augsburger Verkehrsverbund 1985 und in den Allgäu-Schwaben-Takt 1993 führte zu einem Aufschwung des Personenverkehrs und stetigen Anstieg der Fahrgastzahlen.
Das Empfangsgebäude von 1847 ist bis heute erhalten. Es ist ein zweigeschossiger Bau mit Satteldach, der auf der Gleis- und Straßenseite jeweils eine Widerkehr aufweist. Ursprünglich in Sichtziegelbauweise ausgeführt, ist es heute verputzt. Nach der Eröffnung der Lechfeldbahn erhielt es bis 1880 einen eingeschossigen Anbau mit offener Wartehalle.

## Kultur und Sehenswürdigkeiten

### Sakralbauten
- Wallfahrtskirche Zu Unserer Lieben Frau
- Stadtkirche St. Felizitas
- St. Wolfgang und Wendelin
- Evangelische Dreifaltigkeitskirche
- Heilige Familie in Bobingen-Siedlung
- Heilig Kreuz in Straßberg
- St. Laurentius in Reinhartshausen
- St. Radegundis in Waldberg
- Islamische Moschee

### Sonstige Sehenswürdigkeiten
- Mittlere Mühle
- Spätmittelalterliches Sühnekreuz vor 1600
- Singoldhalle

- Spätmittelalterliches Sühnekreuz
- Unteres Schlösschen in Bobingen

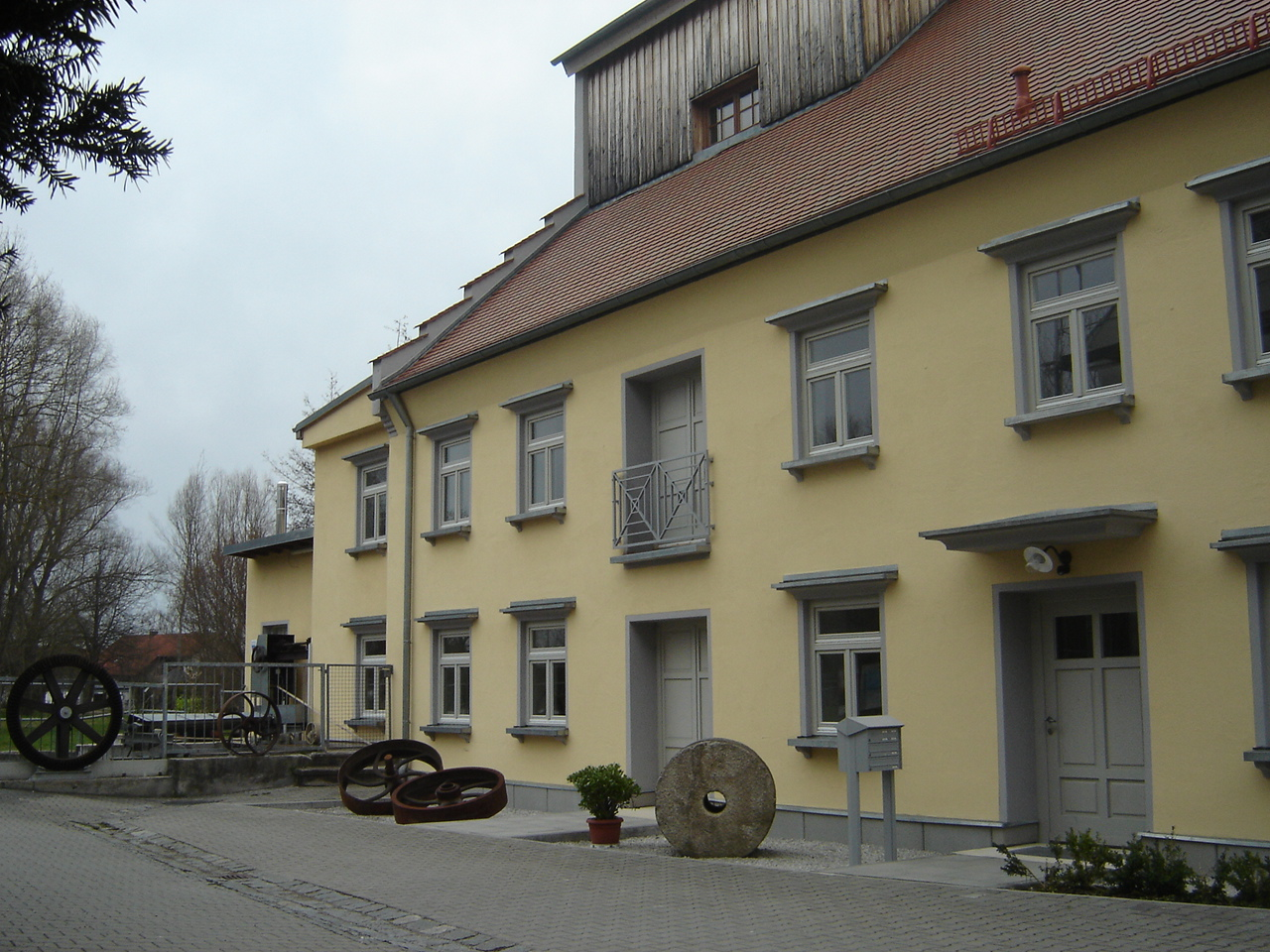
Mittlere Mühle
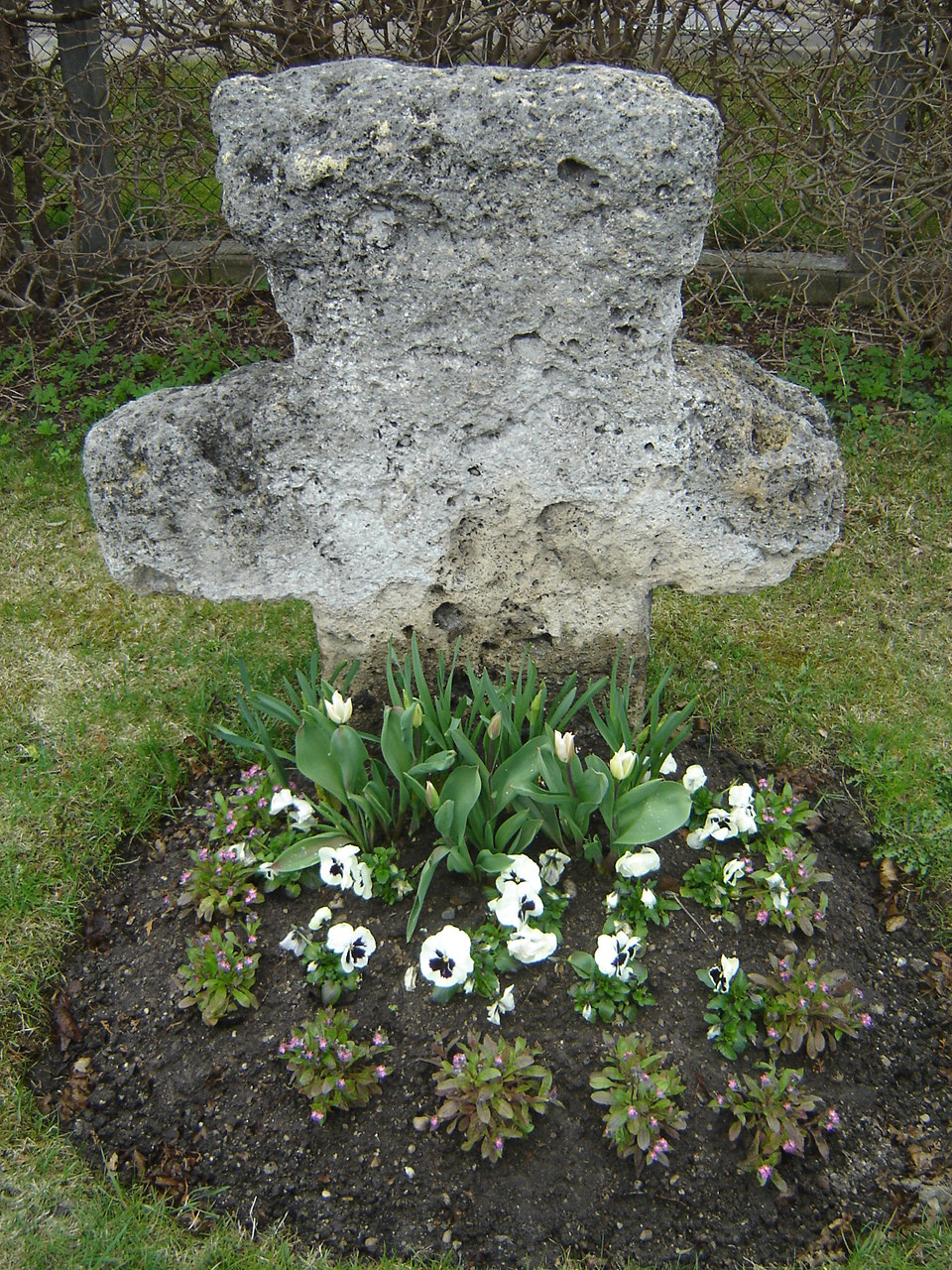
Spätmittelalterliches Sühnekreuz vor 1600
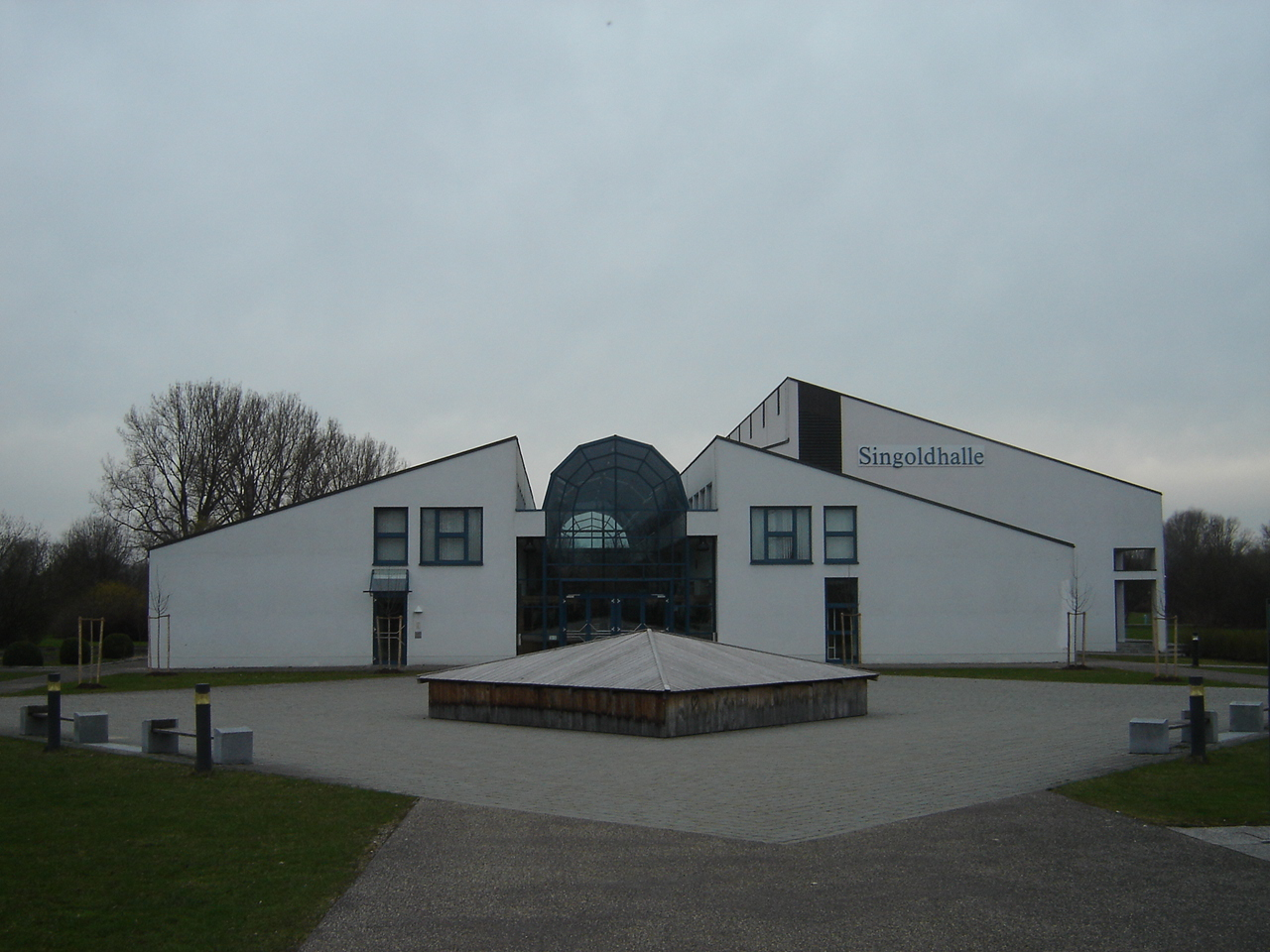
Singoldhalle

- Mittleres Schlösschen in Bobingen
- Heilig-Kreuz-Schlösschen
- Obere Mühle
- Brauerei und ehemaliger Gasthof
- Cosimosinisches Schlösschen
- Oberes Schlösschen
- Meilenstein der historischen Römerstraße
- Singoldhalle (Stadthalle)
- Bobinger Büble
- Naturpark Westliche Wälder

### Erinnerungskultur
Es wurden seit 2023 zwei Stolperschwellen von Gunter Demnig installiert, um den Opfern des Nationalsozialismus zu gedenken, die in Bobingen lebten und wirkten.

## Sport und Freizeit

### Vereine

#### Turn- und Sportvereine
- Der TSV Bobingen 1910 e. V. wurde im Jahr 1910 von Josef Haggenmüller gegründet und ist mit derzeit 14 Abteilungen der größte und älteste Turn- und Sportverein in Bobingen.
- Der Türk SV Bobingen 1990 e. V. wurde im Jahr 1990 gegründet und umfasst derzeit 3 Abteilungen.
- Der Siedler SV Bobingen 1959 e. V. wurde im Jahr 1959 gegründet und umfasst derzeit 7 Abteilungen.
- Der SV Reinhartshausen 1964 e. V. wurde im Jahr 1964 gegründet und umfasst derzeit 2 Abteilungen.

#### Automobilsport
- Der ASC Bobingen e. V. im ADAC wurde 1952 gegründet und erlangte überregionale Bekanntheit als Veranstalter der Motorsportveranstaltung Bergrennen Mickhausen.

### Sportstätten und Schwimmbäder
- Leichtathletikstadion das 1990 eingeweiht wurde und seit 2017 kontinuierlich renoviert wird.
- 6 Sporthallen, darunter eine Dreifachturnhalle, eine Zweifachturnhalle und 4 Einfachturnhallen.
- 2 Skateparks
- Basketballplatz
- 3 Fußballplätze
- 2 Bolzplätze
- Tennisplatz
- Golfplatz im Ortsteil Burgwalden, betrieben durch den Golfclub Augsburg 1959 e. V.
- Freibad mit 50-m-Sportbecken und Sprungturm mit 1, 3 und 5 Meter.

Der Betrieb des Hallenbades wurde zum Ende der Hallenbadsaison 2022/2023 eingestellt.

## Persönlichkeiten

### Söhne und Töchter der Stadt
- Johann Laymann (1474–1550), Geistlicher
- Maximilian Kugelmann (1857–1935) war von 1903 bis 1909 Generalrektor der Pallottiner
- Roy Black (1943–1991) war Schlagersänger und Schauspieler in mehreren deutschen Musikfilmen, geboren in Straßberg
- Christine Gläser, Diplomatin
- Reiner Erben (* 1958), Politiker (Bündnis 90/Die Grünen)
- Hans Gruber (* 1960), Erziehungswissenschaftler und Schachkomponist
- Christof Breitsameter (* 1967), katholischer Theologe
- Peter Gartmann (* 1968), Fußballspieler
- Ralf Tekaat (* 1970), zeitgenössischer Künstler
- Gregor Bucher (* 1970), Genetiker
- Michael Henke (* 1971), Logistiker
- Philipp Köster (* 1972), Chefredakteur des Fußballmagazins 11 Freunde
- Isabel Hénin (* 1973), Diplomatin
- Luisa Sturm (* 1974), Schriftstellerin
- Miriam Gruß (* 1975), Politikerin (FDP)
- Kordula Kühlem (* 1975), Schriftstellerin und Historikerin
- Meike Droste (* 1980), Schauspielerin
- Sabine Melanie Rittel (* 1980), Schauspielerin, Hörspiel- und Synchronsprecherin
- Viola Priesemann (* 1982), Physikerin
- MarieMarie (* 1984), Singer-Songwriterin und Harfenistin
- Matthias Forster (* 1985), ehemaliger Eishockeynationalspieler
- Max Hemmersdorfer (* 1985), Schauspieler
- Marco Holzer (* 1988), Formel-BMW-Pilot
- Andreas Farny (* 1992), Eishockeyspieler
- Alena Trauschel (* 1999), Politikerin (FDP)
- Nico Weber (* 1999), Jazzmusiker

### Personen mit Bezug zu Bobingen
- Johann Holzapfel (1678–1747) war Maurermeister und Baumeister.
- Josef Dilger (1899–1972) war Maler, Künstler und Lehrer.
- Herbert Schäfer (1926–2019), war in Bobingen von 1947 bis 1949 in der Landpolizei und zuletzt Hauptwachtmeister; Autor von „Bobingen – Beiträge zur Heimatgeschichte“.
- Ludger Hölker (1934–1964) war Pilot und Oberleutnant der Luftwaffe.
- Percy Hoven (* 1965), ehemaliger deutscher Radio- und Fernsehmoderator.